# 劉守泰
劉守泰（1529年—1578年），字交甫，號鳳隅、鳳堣，湖廣黃州府麻城縣人，民籍，明朝政治人物。

## 生平
嘉靖四十三年（1564年）甲子科湖廣鄉試第一名舉人（解元），隆慶五年（1571年）辛未科三甲第一百九十九名進士。戶部觀政，授江陰縣知縣，萬曆四年（1576年）升吏部考功司主事，五年（1577年）養病，六年（1578年）卒。

## 家族
曾祖劉琰；祖父劉天民，王府教授；父劉瀾，知縣。母鄒氏。永感下。